# Matt Cartwright

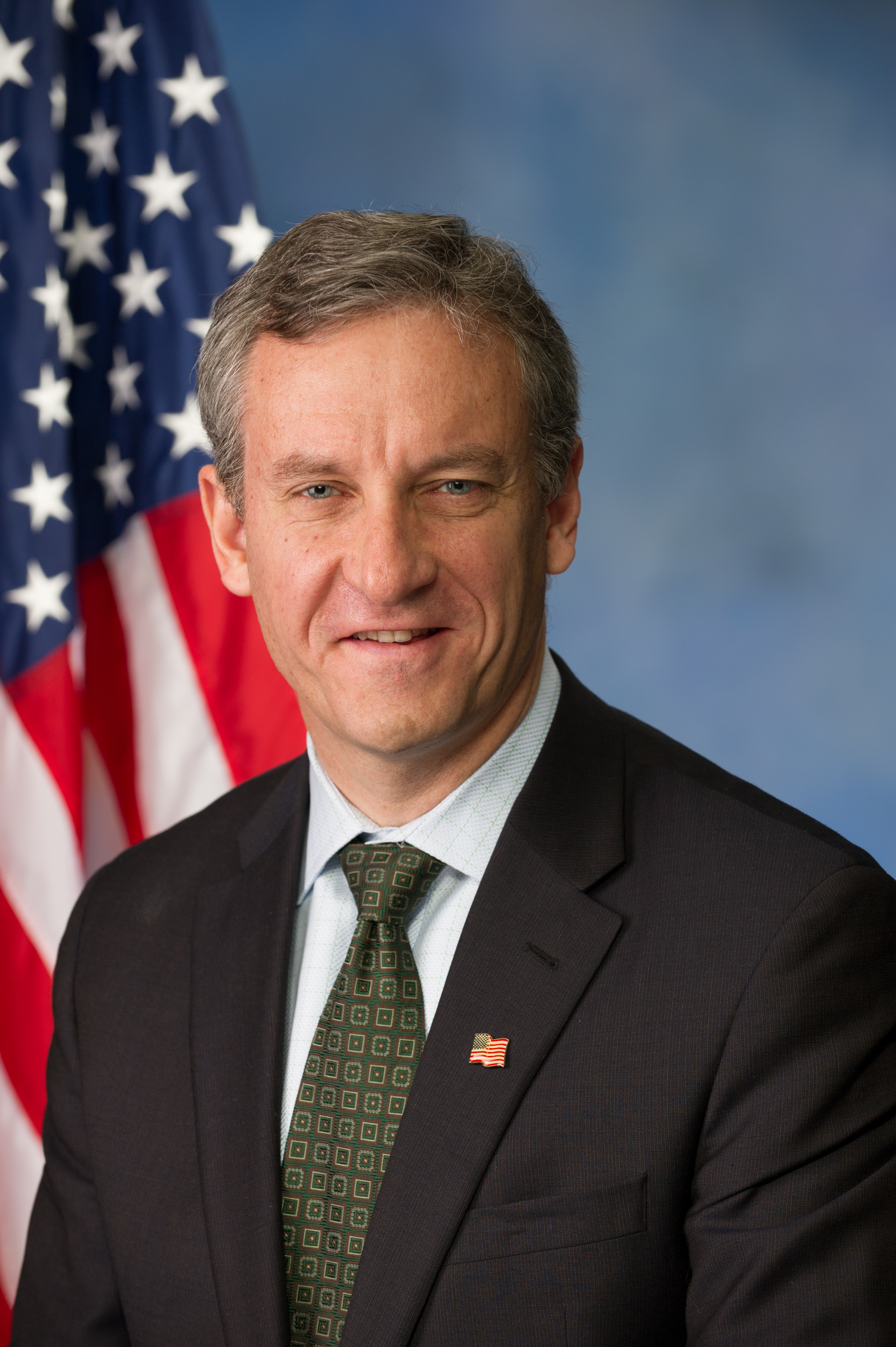
Matt Cartwright (2013)

Matthew „Matt“ Alton Cartwright (* 1. Mai 1961 in Erie, Pennsylvania) ist ein US-amerikanischer Politiker der Demokratischen Partei. Von 2013 bis 2025 vertrat er den Nordosten Pennsylvanias im US-Repräsentantenhaus, zunächst für den 17. Distrikt, ab 2019 für den achten Distrikt.

## Familie, Ausbildung und Beruf
Matt Cartwright besuchte bis 1979 das Upper Canada College in Toronto. Anschließend studierte er bis 1983 Geschichte am Hamilton College in Clinton (New York). Nach einem anschließenden Jurastudium an der University of Pennsylvania in Philadelphia und seiner 1986 erfolgten Zulassung als Rechtsanwalt begann er in diesem Beruf zu arbeiten. Zwischenzeitlich studierte er im Jahr 1981 an der London School of Economics and Political Science, wo er seine spätere Frau Marion kennenlernte. Beide arbeiteten für die in der Gegend von Scranton ansässige Anwaltskanzlei, die der Familie seiner Frau gehörte (Munley, Munley and Cartwright). Die Firma spezialisierte sich auf Verbraucherangelegenheiten.
Cartwright lebt mit seiner Frau Marion in Moosic, das Paar hat zwei Söhne.

## Politische Laufbahn
Im Juli 1992 nahm Cartwright als Delegierter an der Democratic National Convention in New York teil, auf der Bill Clinton als Präsidentschaftskandidat nominiert wurde.
Bei der Wahl 2012 wurde Cartwright im 17. Kongresswahlbezirk Pennsylvanias in das US-Repräsentantenhaus in Washington, D.C. gewählt, wo er am 3. Januar 2013 die Nachfolge von Tim Holden antrat, den er in der demokratischen Primary geschlagen hatte. Bei der eigentlichen Wahl im November 2012 setzte er sich mit 61 Prozent der Wählerstimmen gegen die für die Republikanische Partei kandidierende Laureen Cummings durch. Er konnte auch die folgenden beiden Wahlen 2014 und 2016 gewinnen. Nach der Neueinteilung der Wahlbezirke in Pennsylvania trat er bei der Wahl 2018 im achten Kongresswahlbezirk an, der geographisch zum größten Teil mit seinem bisherigen Wahlkreis übereinstimmt. Cartwright setzte sich gegen den Republikaner Jon Chrin mit 54,6 % der Stimmen durch. Nach den Siegen bei den Wahlen 2020 und 2022 gegen den Republikaner Jim Bognet konnte er sein Amt insgesamt zwölf Jahre lang ausüben. Bei der Wahl 2024 unterlag Cartwright seinem republikanischen Herausforderer Rob Bresnahan. Mit dem Ablauf seiner sechsten Legislaturperiode im Repräsentantenhaus des 118. Kongresses zum 3. Januar 2025 schied er daher aus dem Kongress aus.

## Ausschüsse
Er war Mitglied in folgenden Ausschüssen des Repräsentantenhauses:
- Committee on Appropriations
  - Commerce, Justice, Science, and Related Agencies
  - Financial Services and General Government

Im Kongress war Cartwright auch Mitglied im Committee on Natural Resources und im Committee on Oversight and Government Reform sowie in insgesamt vier Unterausschüssen.
Außerdem war er Mitglied im House Democratic Caucus sowie in über 90 weiteren Caucuses.

## Positionen
Cartwright gilt als eher moderater bis konservativer Demokrat. Als einer von zwölf Abgeordneten seiner Partei, die Kongresswahlbezirke vertreten, in denen Präsident Trump 2016 einen Vorsprung erzielte, stimmte er nach dem Anschlag in El Paso im August 2019 einem Verbot sogenannter assault weapons zu.